# Мар'ям Мірзахані
Мар'ям Мірзахані (12 травня 1977 , Тегеран, Іран  — 14 липня 2017 , Стенфорд, Каліфорнія, США ) — іранська математикиня. У 2014 році стала першим науковцем та першою представницею Ірану, яка удостоїлась медалі Філдса за працю над поясненням симетрії викривлених поверхонь. До тематики її досліджень належать простір Тайхмюллера, гіперболічна геометрія, ергодична теорія та симплектична геометрія.

## Ранні роки та освіта
Мар'ям Мірзахані народилася 1977 року в Тегерані, Іран. Вона навчалася у середній школі для дівчат у Тегерані, під егідою Національної організації з розвитку виняткових талантів. Вона брала участь у міжнародних змаганнях та отримала золоті медалі на Міжнародних математичних олімпіадах спочатку в Гонконзі (1994), а потім — у Торонто (1995), де вона стала першим студентом з Ірану, якому вдалося завершити змагання з максимальним балом.
У 1994 році вона здобула золоту медаль на Міжнародній математичній олімпіаді у Гонконзі, а потім повторила досягнення на Міжнародній математичній олімпіаді у Торонто, де вона стала першим студентом-представником Ірану, якому вдалося завершити змагання, здобувши максимально високий бал.
Здобула ступінь бакалавра з математики 1999 року в Технологічному університеті Шаріфа в Тегерані. Мар'ям Мірзахані перебралася до США для праці над дипломною роботою, де здобула ступінь доктора філософії (з математики) у Гарвардському університеті (2004), де її науковим керівником був лауреат медалі Філдса — математик Кертіс Мак-Маллен.

## Наукова робота
Працювала науковою співробітницею у Математичному інституті Клея (2004). Працювала професоркою у Принстонському університеті та професором (англ. full professor) математики (з 1 вересня 2008 року) Стенфордського університету.

## Нагороди та визнання
- 1994: золота медаль. Міжнародна математична олімпіада (Гонконг)[19]
- 1995: золота медаль. Міжнародна математична олімпіада (Канада)[19];
- 1995—1999: IPM Fellowship, Тегеран, Іран[7]
- 2003: стипендія Гарвардського університету[7];
- 2003: молодша стипендія Гарвардський університет[7];
- 2004: наукова співробітниця Інституту математики Клея[27];
- 2009: Блюменталівська премія[28];
- 2010: запрошена доповідачка на Міжнародному конгресі математиків[29];
- 2013: премія Рут Літтл Саттер з математики[en][28];
- 2013: дослідницька премія Саймонса[30];
- 2014: одна із десяти «людей, які мають значення», журналу Nature[31];
- 2014: дослідницька нагорода Клея[32];
- 2014: Медаль Філдса[33];
- 2015: іноземний член Французької академії наук[34];
- 2015: член Американського філософського товариства[35];
- 2016: член НАН[36]
- 2017: член Американської академії мистецтв і наук[37]
- На її пам'ять названо астероїд 321357 Мірзахані[38]

### Лекції
- Maryam Mirzakhani on «Dynamics on the Moduli Spaces of Curves», I [Архівовано 26 березня 2016 у Wayback Machine.] (англ.)
- Maryam Mirzakhani on «Dynamics on the Moduli Spaces of Curves», II [Архівовано 11 липня 2015 у Wayback Machine.] (англ.)
- Maryam Mirzakhani on «Dynamics on the Moduli Spaces of Curves», III [Архівовано 4 квітня 2016 у Wayback Machine.] (англ.)
- Maryam Mirzakhani, Dynamics Moduli Spaces of Curves I [Архівовано 12 липня 2015 у Wayback Machine.] (англ.)
- Maryam Mirzakhani, Dynamics Moduli Spaces of Curves II (англ.)